# Стрибки у воду на Чемпіонаті світу з водних видів спорту 2015 — синхронний трамплін, 3 метри (жінки)
Змагання зі стрибків у воду з триметрового синхронного трампліна серед жінок на Чемпіонаті світу з водних видів спорту 2015 відбулись 25 липня.

## Результати
Попередній раунд розпочався о 10:00. Фінал розпочався о 19:30.
Зеленим позначено фіналісток
| Місце | Країна          | Стрибунки                         | Попередній раунд | Попередній раунд | Фінал  | Фінал |
| Місце | Країна          | Стрибунки                         | Очки             | Місце            | Очки   | Місце |
| ----- | --------------- | --------------------------------- | ---------------- | ---------------- | ------ | ----- |
| 1     | Китай           | Ши Тін Мао У Мінься               | 312.90           | 1                | 351.30 | 1     |
| 2     | Канада          | Дженніфер Абель Памела Вейр       | 302.01           | 2                | 319.47 | 2     |
| 3     | Австралія       | Саманта Міллс Естер Цінь          | 291.90           | 3                | 304.20 | 3     |
| 4     | Україна         | Анастасія Недобіга Вікторія Кесар | 281.49           | 6                | 302.85 | 4     |
| 5     | Італія          | Таня Каньотто Франческа Даллапе   | 280.77           | 7                | 302.43 | 5     |
| 6     | Росія           | Надія Бажина Христина Ільїних     | 282.60           | 5                | 297.30 | 6     |
| 7     | Мексика         | Аранча Чавес Мелані Ернандес      | 273.93           | 10               | 296.19 | 7     |
| 8     | Малайзія        | Ин Яньї Нур Дабіта Сабрі          | 274.11           | 9                | 294.66 | 8     |
| 9     | США             | Абігайл Джонстон Лаура Раян       | 275.40           | 8                | 292.50 | 9     |
| 10    | Велика Британія | Алісія Благг Ребекка Галлантрі    | 287.40           | 4                | 286.86 | 10    |
| 11    | Німеччина       | Тіна Пунцель Нора Субшінскі       | 265.50           | 12               | 278.40 | 11    |
| 12    | Нідерланди      | Уші Фрайтаг Інге Янсен            | 273.60           | 11               | 276.90 | 12    |
| 13    | Південна Корея  | Кім Су Чі Кім На Мі               | 252.66           | 13               |        |       |
| 14    | Пуерто-Рико     | Дженіффер Фернандес Луїза Хіменес | 249.24           | 14               |        |       |
| 15    | ПАР             | Ніколь Джилліс Джулія Вінсент     | 237.93           | 15               |        |       |
| 16    | Фінляндія       | Тайна Карвонен Ііра Лаатунен      | 230.88           | 16               |        |       |
| 17    | Угорщина        | Флора Гондос Вілло Кормош         | 229.92           | 17               |        |       |
| 18    | Бразилія        | Таммі Такагі Жуліана Велозу       | 228.87           | 18               |        |       |
| 19    | Хорватія        | Мая Борич Марсела Марич           | 223.89           | 19               |        |       |